# Fikcyjne pokrewieństwo

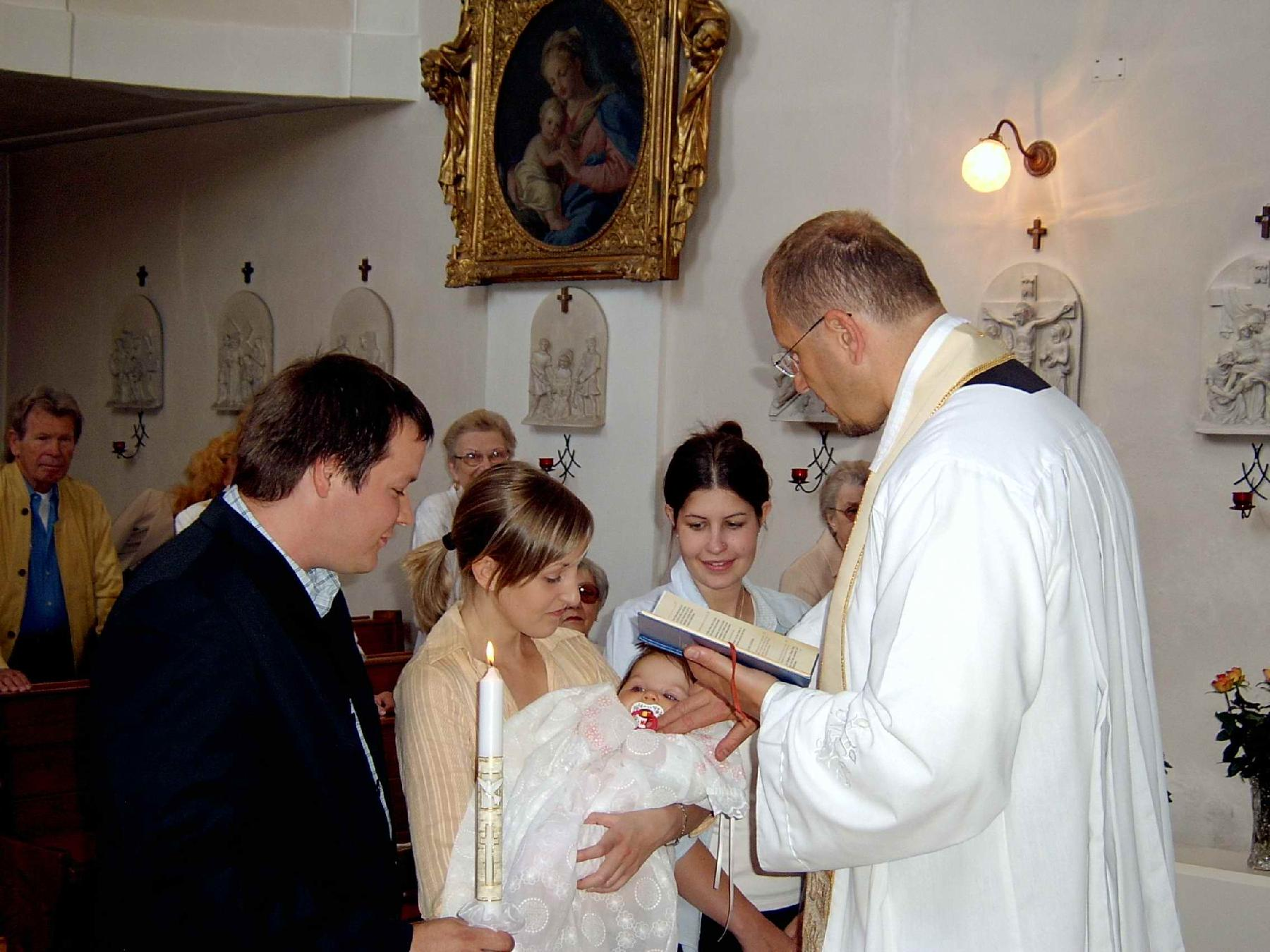
Katolicki chrzest. Rodzice chrzestni asystują rodzicom.

Fikcyjne pokrewieństwo – termin antropologiczny oznaczający formę pokrewieństwa nieopartą na więzach krwi czy małżeństwie.
Obok fikcyjnego pokrewieństwa używa się także pojęć pokrewieństwa: rytualnego, obrzędowego, sztucznego, pseudopokrewieństwa. Są to pojęcia używane jako synonimiczne lub bliskoznaczne, a rozróżnienia między nimi są zależne od autora. Np. pokrewieństwo obrzędowe (rytualne) wymaga obrzędów do ustanowienia (co odróżnia np. braterstwo krwi od adopcji). 

## Charakterystyka
Fikcyjne pokrewieństwo jest instytucją spotykaną w wielu formach w społeczeństwach na całym świecie. Wspólną cechą tych form jest to, że ani nie opierają się na pokrewieństwie, ani nie wynikają z małżeństwa (obie te formy uznawane są za pokrewieństwo realne czy fizyczne). Fikcyjność tych więzów nie oznacza, że są one uznawane za gorsze lub mniej silne, niż pokrewieństwo realne. W wielu społeczeństwach są to wręcz więzi silniejsze.
Fikcyjne formy pokrewieństwa często imitują formy realne, np. używają identycznych językowych określeń (jak brat/siostra, ojciec/matka). W przeciwieństwie do więzi pokrewieństwa, mają ono najczęściej charakter dobrowolny (wymaga zgody obu stron). Ich zawiązywanie następuje często poprzez rytuał (stąd mówi się też o pokrewieństwie rytualnym ). Społeczną funkcją fikcyjnego pokrewieństwa jest poszerzanie kręgów pokrewieństwa (np. w celu uzyskiwania wzajemnego wsparcia), uzupełnianie brakujących więzi (np. w przypadku braku osób realnie spokrewnionych), czy zwiększanie integracji społeczeństwa. Pokrewieństwo zawiązywane pomiędzy osobami z różnych warstw społecznych (np. osoba z wyższego stanu społecznego zostaje ojcem chrzestnym dziecka) pozwala łagodzić konflikty wynikające z nierówności społecznych . Pozwala też osobom z niższych warstw społecznych na zyskanie wsparcia .

## Formy fikcyjnego pokrewieństwa
Do częstych form fikcyjnego pokrewieństwa należą:
- rozszerzone rodzicielstwo, np. w formie instytucji rodziców chrzestnych w chrześcijaństwie[4]. W kulturach latynoamerykańskich funkcjonuje współrodzicielstwo (compadrazgo) rodziców realnych i chrzestnych[5][6] . Podobne instytucje funkcjonują w Bangladeszu (dharma atmyo), krajach bałkańskich (kumstwo), czy w Turcji (kivrelik)[5];
- rozszerzanie braterstwa na innych niespokrewnionych mężczyzn w tym samym pokoleniu, np. w formie braterstwa krwi, praktykowane np. u Azande, w Serbii (pobratymstwo) czy wśród Indian Netsilik. Zawarcie takiej więzi ma formę zrytualizowaną, np. u Azande wiąże się z wymieszaniem krwi osób zawierających braterstwo. Rytualne formy braterstwa krwi są też praktykowane wśród członków gangów[7]. Osoby wykarmione w niemowlęctwie przez tę samą kobietę uznawane są za rodzeństwo mleczne (np. w kulturach islamu)[6] .
- włączenie niespokrewnionych dzieci w rodzinę, np. adopcja[6] ;
- fikcyjne małżeństwa, funkcjonujące w niektórych kulturach (Kwakiutlowie, Nuerowie, Indianie Prerii) w celu zapewnienia ciągłości rodów, które nie doczekały się potomków. Wśród Nuerów kobieta mogła wyjść za zmarłego, którego duch miał wcielić się w innego członka rodu. Dzieci z tego małżeństwa uznawano za dzieci zmarłego[5].
- uznawanie się za braci lub siostry we wspólnotach religijnych (np. w chrześcijańskich zakonach czy wśród chińskich mnichów buddyjskich)[4];
- niektóre relacje patron-klient, np. relacja oyabun-kobun w Japonii[6] ;
- niektóre relacje w ramach grupy zawodowej, np. mit jako relacja między partnerami handlowymi w Nepalu.

Część badaczy wskazuje, że w społeczeństwach nowoczesnych, wraz z rosnącym indywidualizmem i osłabieniem więzi społecznych, fikcyjne pokrewieństwo (szczególnie jego formy zrytualizowane) stanie się coraz mniej istotne . Zbadano jednak wiele nowych form fikcyjnego pokrewieństwa, które mogą przeczyć tej tezie, np. powszechne jest uznawanie znajomych rodziców za ciocię lub wujka. Również nietradycyjne formy rodziny (takie jak rodzicielstwo osób LGBT) są czasem zaliczane do kategorii fikcyjnego pokrewieństwa. Różne formy fikcyjnego pokrewieństwa funkcjonują też w społecznościach migranckich, które w ten sposób integrują się i wzmacniają swoją pozycję .